# Lee Dorrian
Lee Dorrian (Coventry, 5 giugno 1968) è un cantante e produttore discografico britannico, noto per essere stato cantante e compositore dei Napalm Death, con cui registrò un album e ne compose e incise per metà un secondo, e dei Cathedral.
Uscì dai Napalm Death dopo la pubblicazione di Mentally Murdered.

## Biografia
Inizialmente adoperava uno stile vocale growl ma, lasciati i Napalm Death, preferì deviare verso tonalità più melodiche, divenendo la voce del gruppo doom metal Cathedral, da lui fondato. Ha creato anche una casa discografica, la Rise Above Records.
Dorrian si è sempre definito fortemente influenzato da Cal dei Discharge e da Pete degli Antisect. Tra gli altri cantanti da lui citati, Dean degli Extreme Noise Terror e Sakevi dei G.I.S.M..

## Discografia

### Con i Napalm Death
- 1987 - Scum (canzoni 15-28)
- 1988 - From Enslavement to Obliteration
- 1988 - The Curse
- 1989 - Live
- 1989 - Mentally Murdered
- 1992 - Death by Manipulation (canzoni 8-19)
- 1993 - The Peel Sessions (canzoni 1-8)
- 2000 - The Complete Radio One Sessions (canzoni 1-8)
- 2003 - Noise for Music's Sake (canzoni 4, 14, 28-34, 45-51)

### Con i Cathedral
- 1990 - In Memoriam
- 1991 - Demo # 2
- 1991 - Forest of Equilibrium
- 1992 - Soul Sacrifice (ristampato nel 1999)
- 1993 - The Ethereal Mirror
- 1994 - Cosmic Requiem
- 1994 - In Memoriam (ristampato nel 2000)
- 1995 - The Carnival Bizarre
- 1996 - Supernatural Birth Machine
- 1996 - Hopkins (The Witchfinder General)
- 1998 - Caravan Beyond Redemption
- 2001 - Endtyme
- 2002 - The VIIth Coming
- 2005 - The Garden of Unearthly Delights
- 2010 - "The Guessing game"
- 2013 - The Last Spire

### Con i Teeth of Lions Rule the Divine
- 2002 - Rampton